# COLONY/コロニー
COLONY/コロニー（原題：Colony）は、カールトン・キューズとライアン・J・コンダルによって製作され、ジョシュ・ホロウェイとサラ・ウェイン・キャリーズが主演したアメリカのSFドラマテレビシリーズである。宣伝用のゲーム風ウェブサイトの立ち上げののち、全10話で構成される第1シーズンの第1話が2015年12月15日にUSAネットワークのウェブサイトでオンラインプレビューの形で公開された。このシリーズは、2016年1月14日からUSAネットワークで初オンエアされた。 2017年4月、COLONY/コロニー第3シーズンが2018年5月2日から公開されると発表された 。2018年7月21日、USAネットワークは、第3シーズンでシリーズ製作を打ち切ると発表した。

## キャスト
※括弧内は日本語吹替。
- ウィル・ボーマン - ジョシュ・ホロウェイ（松本保典）
- ケイティ・ボーマン - サラ・ウェイン・キャリーズ
- アラン・スナイダー - ピーター・ジェイコブソン
- マデリン・”マディ”・ケナー - アマンダ・リゲッティ
- エリック・ブルサード - トリー・キトルズ（英語版）（岡井カツノリ[9]）
- ブラム・ボーマン - アレックス・ニューステッター（英語版）（石川賢利）
- グレース・キャスリン・"グレイシー"・ボウマン - イザベラ・クロヴェッティ（英語版）（池田海咲[10]）
- チャーリー・ボウマン - ジェイコブ・バスター（足立由夏[11]）

### リカーリング
- レイチェル - キム・ローズ
- アレクサンダー・クエール - ポール・ギルフォイル
- ボルトン・"ボー"・ミラー - カール・ウェザース
- ヘレナ・ゴールドウィン - アリー・ウォーカー
- フィリス - キャシー・ベイカー
- エッカート - チャーリー・ビューリー（中野泰佑[12]）
- ノア - メタ・ゴールディング
- アンドリュー・マクレガー - グレアム・マクタヴィッシュ

## 設定

### 史実との関係
2015年5月21日、 Colliderのインタビューで、エグゼクティブプロデューサーのカールトン・キューズは、この番組は「ナチス占領下のフランスの暗喩として生み出された」と述べた。Entertainment Weeklyとの別のインタビューで、共同製作者のライアン・コンダルは、オリジナルのコンセプトは、「第二次世界大戦中のナチスに占領されたパリにインスパイアされた。ナチスの軍人たちが道路を行進しているのに、まさにその道路の脇のカフェでは、人々がいつもと同じようにコーヒーを飲んでいた」と述べている。